# Zlatko Burić
Zlatko Burić (ur. 13 maja 1953 w Osijeku) – chorwacki aktor filmowy, teatralny i telewizyjny, od 1981 mieszkający i tworzący w Danii. 

## Życiorys
Urodził się w mieście Osijek, gdzie w 1972 zaczął naukę w tamtejszym Studiu Dramatycznym. W latach 70. był członkiem i jednym ze współzałożycieli alternatywnej trupy teatralnej Kugla glumište w Zagrzebiu. Po rozpadzie zespołu w 1981 przeniósł się do Danii. 
Wielokrotnie występował w filmach Nicolasa Winding Refna (m.in. Pusher, 1996; Bleeder, 1999). Zagrał też w filmach Stephena Frearsa (Niewidoczni, 2002) czy Thomasa Vinterberga (Kursk, 2018).
Popularność poza Danią zyskał dzięki znaczącej drugoplanowej roli rosyjskiego miliardera Jurija Karpowa w apokaliptycznym thrillerze 2012 (2009) Rolanda Emmericha. Rosyjskiego oligarchę zagrał również w nagrodzonym Złotą Palmą komediodramacie W trójkącie (2022) Rubena Östlunda. Kreacja ta przyniosła mu Europejską Nagrodę Filmową dla najlepszego aktora.